# Kanton Saint-Ciers-sur-Gironde
Der Kanton Saint-Ciers-sur-Gironde war von 1790 bis 2015 ein französischer Wahlkreis im Arrondissement Blaye, im Département Gironde und in der Region Aquitaine-Limousin-Poitou-Charentes.

## Geschichte
Der Kanton wurde am 4. März 1790 im Zuge der Einrichtung der Départements als Teil des damaligen „Distrikts Blaye“ gegründet.
Mit der Gründung der Arrondissements am 17. Februar 1800 wurde der Kanton als Teil des damaligen Arrondissements Blaye neu zugeschnitten.
Siehe auch: Geschichte Gironde und Geschichte Arrondissement Blaye.

## Gemeinden
| Gemeinde                | Einwohner Jahr | Fläche km² | Bevölkerungsdichte | Code INSEE | Postleitzahl |
| ----------------------- | -------------- | ---------- | ------------------ | ---------- | ------------ |
| Anglade                 | 928 (2013)     | –          | – Einw./km²        | 33006      | 33390        |
| Braud-et-Saint-Louis    | 1496 (2013)    | –          | – Einw./km²        | 33073      | 33820        |
| Étauliers               | 1482 (2013)    | –          | – Einw./km²        | 33159      | 33820        |
| Eyrans                  | 719 (2013)     | –          | – Einw./km²        | 33161      | 33390        |
| Marcillac               | 1201 (2013)    | –          | – Einw./km²        | 33267      | 33860        |
| Pleine-Selve            | 221 (2013)     | –          | – Einw./km²        | 33326      | 33820        |
| Reignac                 | 1474 (2013)    | –          | – Einw./km²        | 33351      | 33860        |
| Saint-Aubin-de-Blaye    | 813 (2013)     | –          | – Einw./km²        | 33374      | 33820        |
| Saint-Caprais-de-Blaye  | 541 (2013)     | –          | – Einw./km²        | 33380      | 33820        |
| Saint-Ciers-sur-Gironde | 3084 (2013)    | –          | – Einw./km²        | 33389      | 33820        |
| Saint-Palais            | 512 (2013)     | –          | – Einw./km²        | 33456      | 33820        |